# Scorpin
Scorpin ist die Bezeichnung für eines oder beider Toxine des in den tropischen Wäldern Westafrikas beheimateten Kaiserskorpions (Pandinus imperator).

## Wirkungen
Das Skorpiongift Scorpin ist für den Menschen kaum gefährlich. Es handelt sich um ein Peptid, welches im Zusammenspiel mit Elektrolyten die Blutgerinnung hemmt. Außerdem beeinträchtigt es die Aktivität von Plasmodien und wirkt bakteriostatisch.

## Bedeutung für die Forschung
Ein Forschungsteam von Lourival Possani an der Nationalen Autonomen Universität von Mexiko in Cuernavaca hat im Jahre 2000 in Experimenten mit Taufliegen entdeckt, dass dieses Toxin die Entwicklung des Malaria-Erregers im Wirt unterdrücken kann. Sie stellten fest, dass es einen Hemmeffekt auf in Kultur wachsende Malaria-Parasiten hat. Daraufhin entwickelten die Forscher genveränderte (transgene) Taufliegen, die durch zusätzlich in ihr Genom eingefügte Erbinformationen das Gift in ihrem Darm produzieren. Später injizierten sie die Malaria-Erreger direkt in den Hinterleib sowohl dieser genmanipulierten Tiere wie auch ihrer unveränderten Artgenossen und stellten anschließend fest, wie viele der Parasiten sich in den Taufliegen entwickeln konnten. Diese Untersuchungen ergaben, dass einerseits über 40 Prozent der Wildtyp-Fliegen nach der Behandlung reife Malaria-Erreger aufwiesen, während andererseits sich in nur zwölf Prozent der genmanipulierten Tiere die Parasiten weiterentwickeln konnten.